# Светско првенство у стрељаштву 1898.
2. Светско првенство у стрељаштву 1898. одржано је у Торину, Италија. Иако је Међународна стрељачка спортска федерација (енгл. International Shooting Sport Federation или ISSF) основана 1907, такмичења одржана до тада признају се као званична.
На овом првенству такмичило се као ина прошло такмичило се у пет дисциплина гађања пушком слободног избора великог калибра (ВК) на даљину од 300 метара. Четири дисциплине су биле појединачне, а једна екипна.
Најупешнији такмичар био је Француз Ашил Парош који је освојио медаље у свим дисцилинама, од којих су 3 златне и две сребрне. Пет медаља освојио је и Леон Моро од којих су 2 златне 2 сребрне и 1 бронзана.

## Систем такмичења
Сваки стрелац је гађао у три става (стојећи, клечећи и лежећи) са по 3 х 40 метака у мету удаљену 300 метара. У сваком ставу могло се максимално постићи по 400 кругова. Сви резултати појединаца су се сабирали да би се добио победник у троставу појединачно, а ти резултати су се поново сабирали за све чланове једне екипе да би се добио екипни победник у троставу.

## Резултати
| Дисциплина                    |                                                                      | Резултат          |                                                                                              | Резултат          |                                                                                       | Резултат |
| ВК пушка 300 м стојећи детаљи | Ахил Парош · Француска                                               | 298               | Леон Моро · Француска                                                                        | 292               | Огист Кавадини · Француска                                                            | 284      |
| ВК пушка 300 м клечећи детаљи | Конрад Штели · Швајцарска                                            | 322 СР            | Ахил Парош · Француска                                                                       | 321               | Леон Моро · Француска                                                                 | 318      |
| ВК пушка 300 м лежећи детаљи  | Леон Моро · Француска                                                | 322               | Ахил Парош · Француска                                                                       | 317               | Стефано Тироти · Италија                                                              | 316      |
| ВК пушка 300 м тростав детаљи | Ахил Парош · Француска                                               | 936 (298+321+317) | Леон Моро · Француска                                                                        | 932 (292+318+322) | Конрад Штели · Швајцарска                                                             | 904      |
| ВК пушка 300 м екипно детаљи  | Француска · Allair · Дифје · Огист Кавадини · Леон Моро · Ахил Парош | 4.447             | Италија · Лиуђи Карасале · Чирило Черути · Артуро Магањини · Стефани Тироти · Чезаре Валерио | 4.325             | Швајцарска · Alcide Hirschy · Фридрих Лити · Франк Жилијен · Луј Ришар · Конрад Штели | 4.216    |

## Биланс медаља
| Медаље земље домаћина |

|          | Земља      |   |   |   |    |
| -------- | ---------- | - | - | - | -- |
| 1        | Француска  | 4 | 4 | 2 | 10 |
| 2        | Швајцарска | 1 | 0 | 2 | 3  |
| 3        | Италија    | 0 | 1 | 1 | 2  |
| Укупно 3 | Укупно 3   | 5 | 5 | 5 | 15 |